# Alfred M. Tozzer
Alfred Marston Tozzer (4 de julio de 1877 - 5 de octubre de 1954) fue un antropólogo, arqueólogo, lingüista y educador estadounidense. Se especializó en estudios sobre Mesoamérica y especialmente en la civilización maya. Fue padre de la estrella olímpica, el patinador Joan Tozzer.

## Primera etapa de desempeño profesional
Tozzer nació en Lynn, Massachusetts, y se graduó como antropólogo en la Universidad de Harvard en 1900. Después de graduarse se inició como ayudante del profesor Roland Dixon y empezó a estudiar idiomas indígenas en California. Publicó su primer trabajo en 1902 sobre los indios Navajo después de haber vivido en Pueblo Bonito, Nuevo México. 
Desde finales de 1901 fue asignado por el Instituto Arqueológico de América para trabajar en la hacienda de Chichén Itzá que había sido adquirida por el cónsul de Estados Unidos Edward Herbert Thompson quien después fue acusado por saquear el sitio arqueológico y finalmente destituido de su cargo diplomático. En Chichén, Tozzer estudió el idioma maya y ayudó en alguna de sus estancias al dragado del Cenote sagrado realizado por  Thompson. Ayudó incluso a trasladar artefactos mayas extraídos del cenote hacia el Museo Peabody de Arqueología y Etnología en su equpaje.
En 1903, Tozzer viajó a Campeche y Chiapas en donde investigó la cultura lacandona y donde convivió con indígenas pertenecientes a esta etnia en el Lago Pethá. En 1904 regresaría a la región chiapaneca para escribir entonces una disertación comparando las ceremonias lacandonas con las de los mayas de la Península de Yucatán.
En 1904 regresó a los Estados Unidos para estudiar en Universidad de Columbia con los ya reconocidos Franz Boas y Adolph Bandelier. Regresaría a Yucatán, Campeche y Chiapas una vez más antes de establecerse definitivamente, a partir de 1905.

## Arqueólogo
Tozzer fue atraído desde el principio de su carrera más por la arqueología que por la antropología. Durante sus estancias en Chichén ayudó a Adela Bretón con las copias de los relieves mayas que ella realizó. Más tarde durante su presencia entre los lacandones descubrió y exploró yacimientos a lo largo del río Tzendal. En el verano de 1907, trabajó con Dixon, Alfred Kidder y Sylvanus Morley en una expedición arqueológica en Rito de los Frijoles en Nuevo México (hoy parte de Bandelier National Monument).
En 1910 viajó a Tikal y Nakum representando al Museo Peabody de Arqueología y Etnología. Fue en este viaje cuando se atribuye a Tozzer el descubrimiento (la documentación) del sitio arqueológico de Holmul.
En 1914 Tozzer sucedió a Boas como director de la Escuela Internacional de Arqueología Americana en México. Llegó a Veracruz precisamente durante el bombardeo de la ciudad por tropas de los Estados Unidos. Presenció las excavaciones del yacimiento arqueológico de Santiago Ahuízotl.
Tozzer partiría enlistado en la Fuerza Aérea de los Estados Unidos, para servir a su país en la guerra durante 1917 y 1918. Volvería a servir en las fuerzas armadas de los Estados Unidos de América en 1943 a 1945.

## Desempeño profesional después de la guerra
Tozzer regresó de la Primera Guerra Mundial para reintegrarse a su puesto de profesor asociado de la Universidad de Harvard. Tres años más tarde había sido nombrado profesor titular y Presidente de la División de Antropología.
Publicó varios trabajos importantes sobre la cultura maya, entre los que destacaron: 
- Gramática de la Lengua Maya (Cambridge, Mass.: Papers of the Peabody Museum, 1921).
- Traducción de la Relación de las Cosas de Yucatán escrita por fray Diego de Landa (Cambridge, Mass.: Papers of the Peabody Museum, 1941).
- Chichén Itzá y su Cenote de los Sacrificios (Cambridge, Mass.: Memoirs of the Peabody Museum, 1957), publicado post-mortem. “Cubre cada aspecto del yacimiento de Chichén Itzá: su historia, religión, arte, comercio e industria” señaló S.K. Lothrop en el obituario de Tozzer. “Concentra el conocimiento que adquirió a lo largo de 50 años de trabajo.”[7]

Fue presidente durante dos períodos de la American Anthropological Association a partir de 1928. En 1942 fue elegido miembro de número de la Academia Nacional de Ciencias de los Estados Unidos.
El año de 1974, Harvard le dio el nombre de Tozzer a la biblioteca del Museo Peabody.